# قصص (مجلة)
قصص هي مجلة تونسية تصدر كل ثلاثة أشهر عن نادي القصة النادي الثقافي أبو القاسم الشابي الذي يوجد مقره بحي الوردية بتونس العاصمة.
- صدر العدد الأول منها في شهر سبتمبر 1966، وقد صدر منها حتى الثلاثية الثانية من عام 2008 144 عددا.
- تهتم مجلة قصص بنشر القصة القصيرة والدراسات الأدبية.
- رئيسها المؤسس محمد العروسي المطوي ويقوم بمهام المدير المسؤول عنها حاليا (2008) أحمد ممو.
- تسحب هذه المجلة 1200 نسخة (العدد 144) بعد أن كانت تسحب ما بين 3 و5 آلاف نسخة.